# Dune (Avalon Hill)
Dune is een strategisch bordspel dat zich afspeelt in het Duin-universum van Frank Herbert, uitgegeven door Avalon Hill in 1979. Het spel is ontworpen door Bill Eberle, Jack Kittredge en Peter Olotka. Nadat het spel vele jaren niet meer gedrukt was, werd het spel in 2019 opnieuw uitgegeven door Gale Force Nine, voorafgaand aan de Dune-verfilming uit 2021.

## Spelregels
Dune wordt gespeeld door 2 tot 6 spelers. Het spelpakket bestaat uit een overwegend geel en oranje bord, 6 pakjes kaarten (waarvan 2 gebruikt voor de basisregels), kruidenfiches (duingeld), medaillons die de generaals van elke familie vertegenwoordigen; 6 “schilden” waarmee elke speler zijn geld en troepen in reserve kan verbergen en de bezittingen van genoemde familie, spelhulpbladen en enkele secundaire accessoires laat zien.
De regels zijn talrijk maar vooruitstrevend. We gebruiken eerst de basisregels, daarna hebben we de mogelijkheid om aanvullende en/of optionele regels te gebruiken, allemaal meegeleverd met het spel. Met de basisregels is het hoofddoel om de controle over 3 citadellen (steden en sietchs) over te nemen.